# 中鶴駅
中鶴駅（なかづるえき）は、かつて福岡県遠賀郡中間町（現：中間市）中間にあった、日本国有鉄道（国鉄）筑豊本線の貨物駅（廃駅）である。貨物支線の廃線に伴い、1952年（昭和27年）8月1日に廃駅となった。

## 歴史
- 1923年（大正12年）6月1日：開業[1]。貨物駅[1]。
- 1952年（昭和27年）8月1日：貨物支線の廃線に伴い廃止[1]。

## 隣の駅
日本国有鉄道
筑豊本線貨物支線
中間駅 - 中鶴駅